# Louis Delhaize Group
De Louis Delhaize Group is een Belgische retailgroep, historisch actief in België, Luxemburg, Groot-Brittannië, de Antillen en Guyana en voorheen in Frankrijk, Roemenië en Hongarije.
De keten is eigenaar van supermarkten, dierenwinkels, tuincentra en reisbureaus. Het bedrijf werd in 1870 opgericht door Louis Delhaize.

## Geschiedenis
Delhaize gaat terug op de gebroeders Delhaize, die in 1867 een winkel uitbaatten in Ransart (omgeving Charleroi). Bij de familiezaak sloten zich meerdere broers Delhaize aan. In 1870 ging Louis Delhaize zijn eigen weg, dit werden de winkels van Louis Delhaize. De familiezaak bleef gekend onder de naam Delhaize.

### Jaren '80: groei
In de jaren 1980 volgden diverse overnames, waaronder Union Coopérative, Cedac, Le Bon Grain en Welvaart-Bien Etre en Courthéoux. In 1985 werd Delfood opgericht en in 1990 Delitraiteur. Deze laatste is gespecialiseerd in vers bereide gerechten, salades en sandwiches, die men kan meenemen of ter plaatse consumeren.

### Jaren '20: afbouw
In 2023 werden de Roemeense en Franse winkels verkocht aan de Carrefour-groep. Hetzelfde jaar werden ook 57 Belgische winkels van Match en Smatch verkocht, aan Colruyt. Op 23 oktober 2024 bereikte Colruyt een akkoord om Delitraiteur over te nemen.
Begin 2025 sloot Ahold Delhaize een akkoord met Louis Delhaize om alle 325 vestigingen van Louis Delhaize over te nemen. Deze overname betreft verder de door Delfood bevoorraadde winkels, logistieke diensten en het hoofdkantoor in België. Delhaize wil de transactie eind 2025 afronden, maar de overname moet nog bekrachtigd worden door de mededingingsautoriteiten.  Later dat jaar besliste de groep ook de Cora-hypermarkten te verkopen.

## Historische participaties
- Cora (hypermarkt)[5]
- Cora Voyages (reisbureau)
- Louis Delhaize (buurtwinkel), overname door Delhaize gepland[5]
- Match (supermarkt), verkocht aan Colruyt
- Smatch (small Match), verkocht aan Colruyt
- Delitraiteur
- Dod France
- Profi (hard-discounter)
- Albinuţa (supermarkt)
- Ecomax (hard-discounter)
- Truffaut (tuincentrum)
- Houra.fr (online winkel)
- Animalis (dierenwinkel)